# 奥约克市镇
奥约克市镇（俄语：Оёкское муниципальное образование）是俄罗斯联邦伊尔库茨克州伊尔库茨克区所属的一个市镇。其下辖有9个居民点，行政中心为奥约克。据2016年统计，该市镇的人口为7069人。